# Casa de Petrović-Njegoš

Estandarte real de Nicolás II.

La Casa de Petrović-Njegoš (en serbio: Петровић-Његош) fue la familia reinante de Montenegro desde 1696 hasta 1918. Montenegro había disfrutado de una independencia de facto del Imperio otomano desde 1711 pero solo recibió reconocimiento formal internacional como principado independiente en 1878. 
Montenegro fue gobernada desde un principio por los denominados Vladikas, Príncipes-Obispos, que tenían un rol temporal y espiritual. En 1852 este rol fue enmendado para ser puramente temporal. En 1910 el príncipe gobernante Nicolás I anunció su ascensión a rey. En 1916 el rey Nicolás I fue derrocado por la invasión y ocupación de su país por Austria-Hungría que fue seguida por su deposición formal por la Asamblea de Podgorica en 1918 cuando Montenegro fue anexionado al emergente Reino de los Serbios, Croatas y Eslovenos.
Siguió un periodo de ochenta años de control desde Belgrado durante el cual Nikola I murió en el exilio en Francia en 1921, sucedido poco después por la sorprendente abdicación de su hijo Danilo III, el mismo año. El sobrino de este último, Mihailo Petrović-Njegoš, heredó los títulos de sus predecesores mientras que en su exilio en Francia sobrevivió al arresto e internamiento ordenados por Adolf Hitler por rehusar encabezar un estado títere montenegrino alineado con las Potencias del Eje. Después, sirvió en el régimen comunista yugoslavo como Cabeza de Protocolo. Fue sucedido por su hijo Nikola Petrović-Njegoš en 1986. Nicolás volvió a Montenegro para apoyar el movimiento de independencia montenegrino que llegó a alcanzar la plena soberanía para la República de Montenegro en el referéndum de 2006. 
El presente jefe de la casa es Nicolás II de Montenegro.

## Origen
El primer ancestro conocido, Vojvoda Bogut, sostuvo una ciudad cerca de Ugljevik durante el reinado del emperador serbio Dušan el Poderoso (r. 1331-1355). Su hijo, Đurađ Bogutović, emigró a una ciudad llamada Muževice en Banjani de Bosnia, huyendo de los turcos otomanos. A finales del siglo XIV, sin embargo, Bogutović y sus hijos son vistos viviendo en Drobnjaci.

## Jefes de la Casa de Petrović-Njegoš (1696-presente)

### Príncipes-Obispos (Vladikas) de Montenegro (1696-1852)
- Danilo I Šćepčev Petrović-Njegoš (1696-1735)
- Sava II Petrović-Njegoš (1735-1781)
- Vasilije III Petrović-Njegoš (gobernó conjuntamente con Sava II (1750-1766)
- Petar I Petrović-Njegoš (San Pedro de Cetiña, Sveti Petar Cetinjski) (1782-1830)
- Petar II Petrović-Njegoš (1830-1851)
- Danilo II Petrović-Njegoš (1851-1852), se convirtió en príncipe (Knjaz) en 1852 como Danilo I.

### Príncipes (Knjaz) de Montenegro (1852-1910)
- Danilo I, príncipe de Montenegro (1852-1860)
- Nicolás I de Montenegro (1860-1910), se convirtió en rey (Kralj) en 1910.

### Rey (Kralj) de Montenegro (1910-1918)
- Nicolás I de Montenegro (1910-1918)

### Línea de sucesión post-monarquía (1918-presente)
- Rey Nicolás I de Montenegro (1918-1921)
- Príncipe Danilo de Montenegro (1921)
- Príncipe Miguel de Montenegro (1921-1986)
- Príncipe Nicolás de Montenegro (1986-presente, actual pretendiente al trono)
  - Boris, Príncipe Heredero de Montenegro (nacido en 1980), Gran Duque de Grahovo y Zeta, es su heredero